# The Blue Economy
The Blue Economy ist ein Konzept, ausgehend von dem Forschungsprojekt „Nature’s 100 Best“, das die Ökosysteme der Erde schützen und gleichzeitig Arbeitsplätze schaffen soll.

## Entstehung des Begriffs
Der markengeschützte Name The Blue Economy zielt auf eine Weiterentwicklung der Grundgedanken der „Green Economy“, wobei sich „Blau“ auf die Farbe des Himmels, des Ozeans und des Planeten vom Weltall aus betrachtet bezieht.
Ab 2009 wurde mit einem Team von Initiatoren in Berlin die Vision und der Markenname Blue Economy entwickelt. Erstmals verwendet wurde der Begriff in dem von Gunter Pauli 2010 veröffentlichten Buch The Blue Economy – 10 years, 100 innovations, 100 million jobs. das als Bericht an den Club of Rome angenommen wurde. Zeitgleich startete die weltweite Blue Economy Kampagne. Insgesamt wurden 340 „blaue“ Innovationen als Geschäftsmodelle für die Themengebiete Wasser, Energie, Bauwesen und Ernährung identifiziert, von denen rund 100 auf der Homepage als „Blue Ideas“ vorgestellt werden.

## Hintergrund
Bereits seit den 1970er Jahren gab es Strömungen in der Umweltbewegung, die eine ganzheitliche Sichtweise von Natur, Mensch und Wirtschaft forderten, beispielsweise Arne Naess (Deep Ecology) oder Lynn Margulis (Five Kingdoms of Nature). Während der 1980er Jahre prägte Fritjof Capra mit seinen systemischen Ansätzen viele Menschen, während Robert U. Ayres durch „Industrial Metabolism“ die Komplexität der Zusammenhänge aufzuzeigen versuchte. Die 1990er wiederum standen ganz im Zeichen der Effizienzdiskussionen (getrieben v. a. durch das Wuppertal Institut, Ernst Ulrich von Weizsäcker sowie Friedrich Schmidt-Bleek). In den 2000er Jahren rückte Bionik, also das Umsetzen natürlicher Lösungen in Produkte, in den Fokus auch der Wirtschaft.
Vor diesem Hintergrund arbeiteten von 2006 bis 2008 ZERI Zero Emissions Research and Initiatives und Gunter Pauli gemeinsam mit Janine Benyus und dem Biomimicry Institute an dem Forschungsprojekt Nature’s 100 Best. Nach Abschluss des Projekts entwickelten sich zwei Interpretationsweisen: Janine Benyus kommuniziert die Ergebnisse unter asknature.org, während die Blue Economy den Fokus stärker auf Geschäftsmodelle legt.

## Prinzipien
Die Prinzipien basieren vor allem auf den Funktionsgesetzen von natürlichen Ökosystemen. Sie bilden die Grundlage für das Blue Economy-Konzept, das Emissionen und Abfälle als fehlgeleitete Ressourcen versteht. Lokal verfügbare, regenerierbare Ressourcen sollen über Innovationen und unternehmerische Initiativen so effektiv wie möglich genutzt werden. Dabei bildet der Abfall des einen Produkts automatisch das Ausgangsmaterial für ein neues Produkt.